# Język urak lawoi’
Język urak lawoi’ (basa Urak Lawoi’) – język austronezyjski używany na wyspach u zachodniego wybrzeża Tajlandii, przez lud Urak Lawoi’. Według danych z 2012 roku posługuje się nim 5 tys. osób. Terytorium tego języka obejmuje obszar od wyspy Phuket na północy po grupę wysp Adang na południu.
Należy do grupy języków malajskich, w klasyfikacji Ethnologue stanowi część tzw. makrojęzyka malajskiego. Bywa też rozpatrywany jako odmiana (dialekt) języka malajskiego . Pod względem słownictwa jest stosunkowo bliski innym językom malajskim. Zmiany dźwiękowe sprawiają jednak, że nie jest dobrze zrozumiały dla użytkowników standardowych odmian malajskiego z Malezji i Indonezji.
W urak lawoi’ występują zapożyczenia z różnych źródeł, takich jak tajski (właściwy), południowotajski i odmiany malajskiego. Stwierdzono także obecność anglicyzmów, wśród których są zarówno zapożyczenia bezpośrednie, jak i wyrazy użyczone przez malajski. Istnieje spora grupa leksyki pochodzącej z języków indyjskich (w tym sanskrytu), charakterystycznej dla języków malajskich. Silnie ograniczony jest natomiast zasób zapożyczeń arabskich i perskich, zaczerpniętych zapewne ze źródła malajskiego; ludność Urak Lawoi’ nie uległa bowiem islamizacji. Urak lawoi’ nie jest językiem tonalnym, lecz cechę tonalności zachowują pewne pożyczki tajskie.
Zidentyfikowano trzy główne odmiany: dialekty wyspy Phuket (dwie odmiany: starszych i młodszych użytkowników) oraz dialekt z wysp Adang (południowy), które różnią się m.in. cechami fonologii. Do tego pierwszego obszaru dialektalnego włączono też wyspy Phi Phi. Dodatkowo istnieją pewne różnice językowe między miejscowościami. W języku młodszego pokolenia zaznaczyły się wpływy składni tajskiej. Według innej propozycji (J.Y. de Groot) można wyróżnić następujące dialekty: północny (wyspa Phuket), centralny (wyspy Lanta) i południowy (wyspy Lipe i Adang). Odmianę prestiżową i de facto standard stanowi dialekt północny. Wszystkie odmiany są wzajemnie zrozumiałe.
Ludność Urak Lawoi’ bywa mylona z Mokenami, użytkownikami języka moken. Są to jednak odrębne grupy etniczne, a urak lawoi’ to język wyraźnie bliższy malajskiemu. Nazwa „Urak Lawoi’” oznacza „ludzie morza” (por. mal. orang laut). Tajskie określenia tej grupy etnicznej to chao le (ชาวเล) i chao nam (ชาวน้ำ); obie nazwy są też odnoszone do Mokenów i Moklenów.
Odnotowano zanik języka urak lawoi’ i rodzimej kultury. Jest wypierany przez języki tajski i malajski. Tajski bywa przekazywany jako język pierwszy.
Od lat 60. XX w. badania wśród Urak Lawoi’ prowadził misjonarz i językoznawca D.W. Hogan, który doprowadził do wypracowania ortografii urak lawoi’ i rozwoju literatury w tym języku. Dostępne publikacje lingwistyczne obejmują materiały gramatyczne i słownikowe (1988)  oraz opis gramatyki (1999) .
Służy zasadniczo jako język mówiony. Bywa zapisywany pismem tajskim lub alfabetem łacińskim; powstało szereg materiałów alfabetyzacyjnych dla ludności Urak Lawoi’.